# Infanterie-Regiment „von Horn“ (3. Rheinisches) Nr. 29

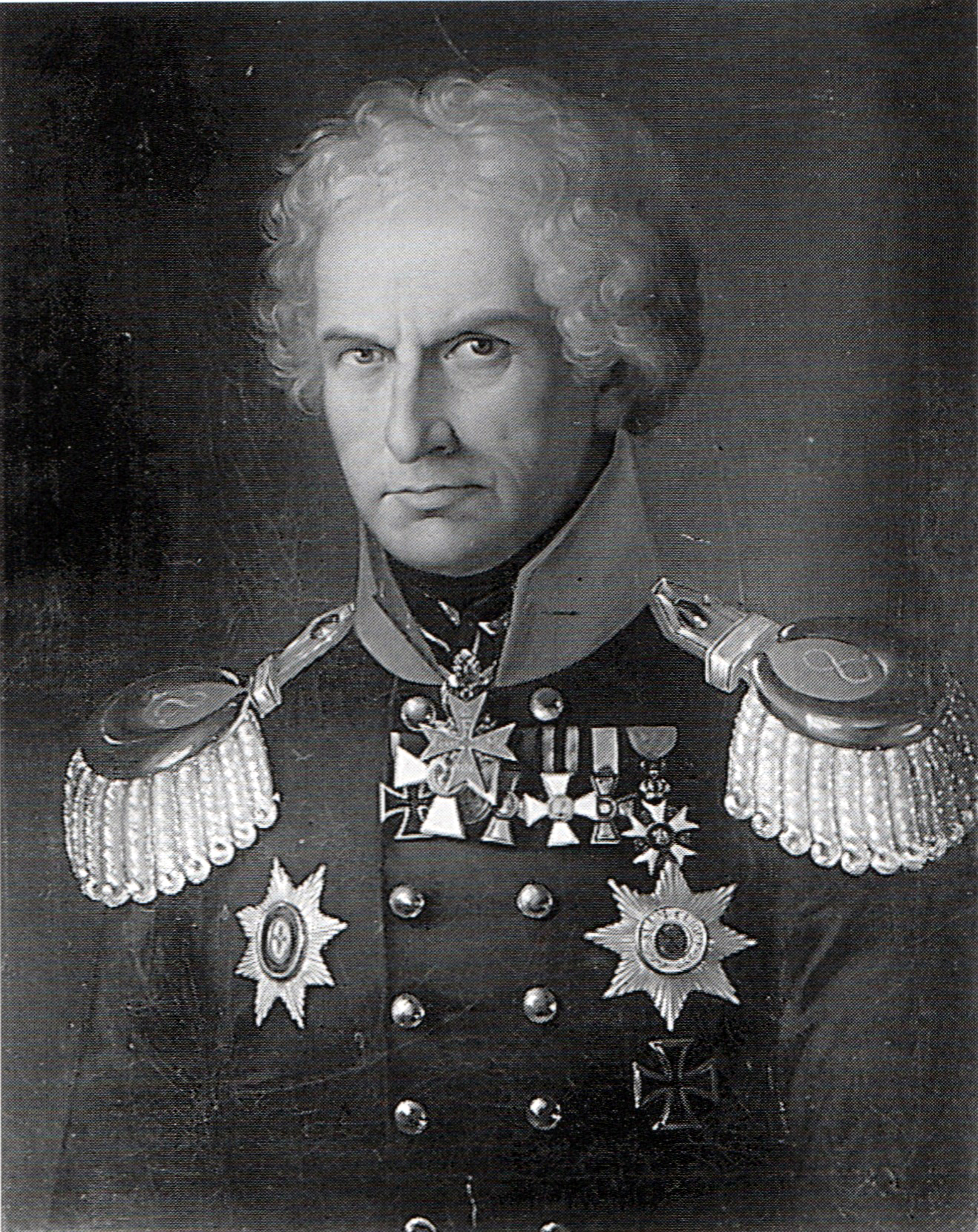
Heinrich Wilhelm von Horn 1761–1829

Kabinettsorder vom 27. Januar 1889

Hornkaserne Trier

Wache in ehemaliger bergischer Uniform

Das Infanterie-Regiment „von Horn“ (3. Rheinisches) Nr. 29 war ein Infanterieverband der Preußischen Armee.

## Geschichte
Der Verband wurde am 5. Dezember 1813 aus dem 2. Bergischen Infanterie-Regiment errichtet und am 25. März 1815 (Stiftungstag) als 29. Infanterie-Regiment in die Preußische Armee übernommen. Am 4. Juni 1860 erhielt es seine landsmannschaftliche Bezeichnung und führte ab diesem Zeitpunkt den Namen 3. Rheinisches Infanterie-Regiment Nr. 29. Kaiser Wilhelm II. ordnete am 27. Januar 1889 an, dass der Verband in Gedenken an den Generalleutnant Heinrich Wilhelm von Horn zu benennen sei.

„Ich will das Andenken an Meine in Gott ruhenden erhabenen Vorfahren sowie diejenigen hochverdiensten Männer, welche im Kriege und im Frieden ihnen mit besonderer Auszeichnung zur Seite gestanden  und sich gerechte Ansprüche auf die dankbare Erinnerung von König und Vaterland erworben haben, dadurch ehren und für alle Zeiten lebendig erhalten, daß Ich Regimentern und Bataillonen Meiner ruhmreichen Armee ihre Namen verleihe.“

Der Verband führte daher ab diesem Zeitpunkt den Namen Infanterie-Regiment „von Horn“ (3. Rheinisches) Nr. 29. Die letzte Friedensgarnison vor Ausbruch des Ersten Weltkriegs war die Hornkaserne in Trier.

### Befreiungskriege
Während der Befreiungskriege gegen Frankreich nahm das Regiment an folgenden Kämpfen teil:
15. Juni – Gossellies
16. Juni – Schlacht bei Ligny
18. Juni – Schlacht bei Waterloo
22. Juni – Avesnes
27. Juni – Compiègne und Crespy
02. Juli – Cloud und Meudon

### Deutscher Krieg
Anlässlich des Krieges gegen Österreich 1866 kam der Verband bei Münchengrätz und Königgrätz zum Einsatz.

### Deutsch-Französischer Krieg
15. August – Diedenhofen
18. August – Schlacht bei Gravelotte
19. August bis 27. Oktober – Belagerung von Metz
27. November – Schlacht bei Amiens
04. Dezember – Bosc le Hard und Buchy
23./24. Dezember – Schlacht an der Hallue
27. Dezember 1870 bis 10. Januar 1871 – Belagerung von Péronne
17. Januar – Tincourt
19. Januar – Schlacht bei Saint-Quentin

### Erster Weltkrieg
Bei Ausbruch des Ersten Weltkriegs macht das Regiment am 2. August 1914 als Teil der 31. Infanterie-Brigade der 16. Division mobil. Es nahm an den Kämpfen an der West- und Ostfront teil:
- 1914 – Neufchateau, Marne, Vitry le Francois, Champagne und Yser
- 1915 – Winterschlacht in der Champagne, Lorettoschlacht La Bassée, Arras, Aisne, Herbstschlacht in der Champagne
- 1916 – Schlacht an der Somme, Aisne, Kowel und am oberen Styr und Stochod
- 1917 – Schlacht an der Aisne, Dritte Flandernschlacht
- 1918 – Vierte Flandernschlacht und Gefechte bei Artois, Ypern, La Bassée, Monchy, Bapaume, Armentières, Lens und Antwerpen-Maas Stellung

Während des Krieges fielen 3540 Soldaten des Regiments.

### Verbleib
Nach Kriegsende wurde das Regiment ab 14. Dezember 1918 in Leer demobilisiert und am 1. Mai 1919 aufgelöst.
Die Tradition übernahm in der Reichswehr durch Erlass des Chefs der Heeresleitung General der Infanterie Hans von Seeckt vom 24. August 1921 die 15. Kompanie des 16. Infanterie-Regiments in Osnabrück.

## Regimentschef

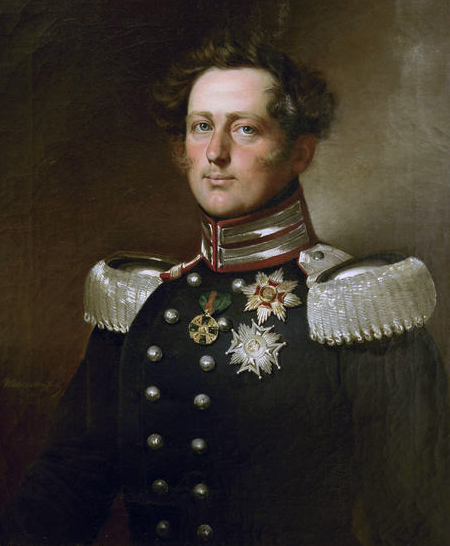
Großherzog Leopold

Erster und einziger Regimentschef war vom 30. Dezember 1832 bis zum 24. April 1852 der General der Infanterie Leopold, Großherzog von Baden.

## Kommandeure

Der letzte Regimentskommandeur Franz Heinrigs

| Dienstgrad                  | Name                              | Datum                                                             |
| --------------------------- | --------------------------------- | ----------------------------------------------------------------- |
| Major                       | Franz von Hymmen                  | 31. März 1815 bis 4. Juni 1818                                    |
| Oberstleutnant/Oberst       | Wilhelm von der Osten-Sacken      | 05. Juni 1818 bis 29. März 1828                                   |
| Oberst                      | Heinrich von Hüser                | 30. März 1828 bis 29. März 1829 (mit der Führung beauftragt)      |
| Oberst                      | Heinrich von Hüser                | 30. März 1829 bis 29. März 1831                                   |
| Oberstleutnant              | Moritz von Hirschfeld             | 30. März 1831 bis 9. Februar 1832 (mit der Führung beauftragt)    |
| Oberstleutnant/Oberst       | Moritz von Hirschfeld             | 10. Februar 1832 bis 29. März 1838                                |
| Oberstleutnant              | Philipp von Uttenhoven            | 30. März 1838 bis 23. Januar 1839 (mit der Führung beauftragt)    |
| Oberstleutnant/Oberst       | Philipp von Uttenhoven            | 24. Januar 1839 bis 29. März 1840                                 |
| Oberstleutnant              | Scipio Ludwig Karl von Taubenheim | 30. März bis 9. September 1840 (mit der Führung beauftragt)       |
| Oberst                      | Scipio Ludwig Karl von Taubenheim | 10. September 1840 bis 25. September 1844                         |
| Oberstleutnant/Oberst       | Adolf Spillner                    | 17. Oktober 1844 bis 14. August 1845 (mit der Führung beauftragt) |
| Oberst                      | Adolf Spillner                    | 15. August 1845 bis 22. Dezember 1848                             |
| Major/Oberstleutnant/Oberst | Gustav von Kessel                 | 02. Januar 1849 bis 22. Mai 1854                                  |
| Oberstleutnant/Oberst       | Wilhelm von Schmidt               | 23. Mai 1854 bis 13. Mai 1857                                     |
| Oberstleutnant              | Karl Herwarth von Bittenfeld      | 14. Mai 1857 bis 22. Juni 1858                                    |
| Oberstleutnant              | Emil von Glisczynski              | 26. Juni bis 27. November 1858 (mit der Führung beauftragt)       |
| Oberst                      | Emil von Glisczynski              | 28. November 1858 bis 17. Oktober 1861                            |
| Oberstleutnant              | Theobald zu Dohna                 | 18. Oktober 1861 bis 28. Januar 1863                              |
| Oberstleutnant/Oberst       | Ernst Wilhelm Schuler von Senden  | 29. Januar 1863 bis 14. Juli 1866                                 |
| Oberstleutnant/Oberst       | Rudolf von Rex                    | 15. Juli 1866 bis 17. Juli 1870                                   |
| Oberstleutnant/Oberst       | Adolf von Blumröder               | 18. Juli 1870 bis 19. Juni 1871                                   |
| Oberst                      | Karl Bauer                        | 20. Juni 1871 bis 11. November 1874                               |
| Oberst                      | Julius von Elern                  | 12. November 1874 bis 16. September 1878                          |
| Oberst                      | Wilhelm von Scherff               | 17. September 1878 bis 19. Juli 1882                              |
| Oberst                      | August Dieckmann                  | 20. Juli 1882 bis 5. Juli 1886                                    |
| Oberst                      | Georg von Oesterley               | 06. Juli 1886 bis 12. August 1889                                 |
| Oberst                      | Georg von Viebahn                 | 13. August 1889 bis 16. Dezember 1892                             |
| Oberst                      | Rudolf Marschall von Bieberstein  | 17. Dezember 1892 bis 13. Mai 1894                                |
| Oberst                      | Otto Schmidt                      | 14. Mai 1894 bis 16. Juni 1897                                    |
| Oberst                      | August Kleine                     | 17. Juni 1897 bis 21. Mai 1899                                    |
| Oberst                      | Rudolf Liebmann                   | 22. Mai 1899 bis 26. November 1902                                |
| Oberst                      | Max Scholz                        | 27. November 1902 bis 19. Juli 1904                               |
| Oberst                      | Friedrich von Wysczecki           | 20. Juli 1904 bis 26. August 1908                                 |
| Oberst                      | Hermann König                     | 27. August 1908 bis 19. April 1910                                |
| Oberst                      | Bodo Borries von Ditfurth         | 20. April bis 17. Oktober 1910                                    |
| Oberst                      | Maximilian von Busse              | 18. Oktober 1910 bis 26. Januar 1912                              |
| Oberst                      | Edgar Boedicker                   | 27. Januar 1912 bis 21. März 1913                                 |
| Oberst                      | Lothar von Wurmb                  | 22. März 1913 bis 19. Oktober 1914                                |
| Oberstleutnant              | Wilhelm von Grolman               | 20. Oktober 1914 bis 9. Januar 1915                               |
| Oberstleutnant              | Ferdinand Storch                  | 10. Januar bis 19. Oktober 1915                                   |
| Major/Oberstleutnant        | Franz Heinrigs                    | 20. Oktober 1915 bis 31. März 1919                                |

## Uniform
Der bunte Rock hatte rote Brandenburger Ärmelaufschläge, blaue Schulterstücke mit roten Ziffern und einen gelben Linienadler.

## Fahnen
Nach dem Feldzug von 1815 erhielt das Regiment von König Friedrich Wilhelm III. die Regimentsfahne mit dem Band der Kriegsgedenkmünze 1815. Am 14. April 1816 fand in Koblenz die feierliche Nagelung und die Übergabe der Fahnen an das Regiment durch den kommandierenden General Graf Gneisenau statt.
Im Januar 1861 erhielt das Füsilier-Bataillon für seine Teilnahme am Badischen Feldzug von König Wilhelm I. das Band des Militärehrenzeichens mit Schwertern. Für den Feldzug 1866 erhielten die Regimentsfahnen das Kombattantenband des für diesen Krieg gestifteten Erinnerungskreuzes mit Schwertern und für den Krieg von 1870/71 das Eiserne Kreuz an den Fahnenspitzen.
Zur Feier der Jahrhundertwende wurden ebenfalls Fahnenbänder verliehen. 1905 erhielten die Regimentsfahnen ein neues Fahnentuch. Am 27. August fand in Gegenwart des Kaisers in Berlin die feierliche Nagelung statt, anlässlich der Kaiserparade in Koblenz, am 11. September 1905, übergab der Kaiser dem Regimentskommandanten die erneuerten Fahnen.

## Denkmal
In Rheinbrohl befindet sich seit 1933 das Ehrenmal des Infanterie-Regiments Nr. 29.